# Roeien op de Olympische Zomerspelen 2000
Roeien is een van de sporten die beoefend werden tijdens de Olympische Zomerspelen 2000 in Sydney. Aan het toernooi deden 547 atleten (363 mannen en 184 vrouwen) mee, afkomstig uit een recordaantal van 51 landen. Wit-Rusland leverde zowel de jongste als de oudste deelnemer bij het roeitoernooi, met respectievelijk Joelia Bitsjik (17 jaar, 171 dagen) en Valentina Chochlova (51 jaar, 221 dagen).
Het olympische roeitoernooi werd gehouden in het Sydney International Regatta Center, een locatie speciaal gebouwd voor de Spelen. Bij de mannen maakten drie landen voor het eerst hun opwachting in de skiff: Kazachstan (Vladimir Belonogov), Tunesië (Riadh Ben Khedher) en Pakistan (Muhammad Akram). Roemenië won drie medailles, alle goud, en eindigde daarmee als eerste in het medailleklassement, voor Frankrijk, Groot-Brittannië en Duitsland die alle twee titels wonnen. Slovenië won zijn eerste olympische roeititel in de dubbeltwee bij de mannen en een van zijn eerste twee gouden medailles ooit.

## Mannen

### skiff
| rang   | sporter          | land | tijd    |
| ------ | ---------------- | ---- | ------- |
| Goud   | Robert Waddell   | NZL  | 6:48.90 |
| Zilver | Xeno Müller      | SUI  | 6:50.55 |
| Brons  | Marcel Hacker    | GER  | 6:50.83 |
| 4      | Derek Porter     | CAN  | 6:51.10 |
| 5      | Ivo Janakijev    | BUL  | 6:57.32 |
| 6      | Jüri Jaanson     | EST  | 6:59.15 |
| 7      | Gerard Egelmeers | NED  | 6:55.29 |
| 8      | Don Smith        | USA  | 6:59.82 |

### dubbel-twee
| rang   | sporters                          | land | tijd    |
| ------ | --------------------------------- | ---- | ------- |
| Goud   | Luka Špik Iztok Čop               | SLO  | 6:16.63 |
| Zilver | Olaf Tufte Fredrik Bekken         | NOR  | 6:17.98 |
| Brons  | Giovanni Calabrese Nicola Sartori | ITA  | 6:20.49 |
| 4      | Sebastian Mayer Stefan Röhnert    | GER  | 6:23.58 |
| 5      | Tibor Pető Ákos Haller            | HUN  | 6:27.04 |
| 6      | Adam Korol Marek Kolbowicz        | POL  | 6:32.11 |
| 7      | Frédéric Kowal Adrien Hardy       | FRA  | 6:20.72 |
| 8      | Henry Nuzum Mike Ferry            | USA  | 6:21.71 |

### lichte dubbel-twee
| rang   | sporters                                | land | tijd    |
| ------ | --------------------------------------- | ---- | ------- |
| Goud   | Tomasz Kucharski Robert Sycz            | POL  | 6:21.75 |
| Zilver | Elia Luini Leonardo Pettinari           | ITA  | 6:23.47 |
| Brons  | Pascal Touron Thibaud Chapelle          | FRA  | 6:24.85 |
| 4      | Ingo Euler Bernhard Rühling             | GER  | 6:26.54 |
| 5      | Markus Gier Michael Gier                | SUI  | 6:28.52 |
| 6      | Hitoshi Hase Daisaku Takeda             | JPN  | 6:29.74 |
| 7      | Haimish Karrasch Bruce Hick             | AUS  | 6:26.21 |
| 8      | Vasileios Polymeros Panagiotis Miliotis | GRE  | 6:27.79 |

### twee-zonder-stuurman
| rang   | sporters                                | land | tijd    |
| ------ | --------------------------------------- | ---- | ------- |
| Goud   | Michel Andrieux Jean-Christophe Rolland | FRA  | 6:33.97 |
| Zilver | Ted Murphy Sebastian Bea                | USA  | 6:33.80 |
| Brons  | Matthew Long James Tomkins              | AUS  | 6:34.26 |
| 4      | Ed Coode Gregory Searle                 | GBR  | 6:34.38 |
| 5      | Đorđe Višacki Nikola Stojić             | YUG  | 6:38.70 |
| 6      | Ramon di Clemente Donovan Cech          | RSA  | 6:43.10 |
| 7      | Phil Graham Henry Hering                | CAN  | 6:33.60 |
| 8      | Oliver Martinov Ninoslav Saraga         | CRO  | 6:35.18 |

### dubbel-vier
| rang   | sporters                                                               | land | tijd    |
| ------ | ---------------------------------------------------------------------- | ---- | ------- |
| Goud   | Agostino Abbagnale Alessio Sartori Rossano Galtarossa Simone Raineri   | ITA  | 5:45.56 |
| Zilver | Jochem Verberne Dirk Lippits Diederik Simon Michiel Bartman            | NED  | 5:47.91 |
| Brons  | Marco Geisler Andreas Hajek Stephan Volkert André Willms               | GER  | 5:48.64 |
| 4      | Peter Hardcastle Jason Day Stuart Reside Duncan Free                   | AUS  | 5:50.32 |
| 5      | Simon Stürm Christian Stofer Michael Erdlen André Vonarburg            | SUI  | 5:54.88 |
| 6      | Aleksandr Martsjenko Oleg Lykov Aleksandr Zaskalo Leonid Sjaposjnikov  | UKR  | 5:55.12 |
| 7      | Michael Hall Nicholaas Peterson Ian McGowan Jacob Wetzel               | USA  | 5:49.76 |
| 8      | Karol Łazar Sławomir Kruszkowski Adam Bronikowski Michał Wojciechowski | POL  | 5:51.79 |

### vier-zonder-stuurman
| rang   | sporters                                                         | land | tijd    |
| ------ | ---------------------------------------------------------------- | ---- | ------- |
| Goud   | James Cracknell Steve Redgrave Tim Foster Matthew Pinsent        | GBR  | 5:56.24 |
| Zilver | Walter Molea Riccardo Dei Rossi Lorenzo Carboncini Carlo Mornati | ITA  | 5:56.62 |
| Brons  | James Stewart Ben Dodwell Geoffrey Stewart Bo Hanson             | AUS  | 5:57.61 |
| 4      | Jani Klemenčič Milan Janša Rok Kolander Matej Prelog             | SLO  | 5:58.34 |
| 5      | Michael Wherley Eric Mueller James Koven Wolfgang Moser          | USA  | 6:02.34 |
| 6      | David Schaper Scott Brownlee Toni Dunlop Rob Hellstrom           | NZL  | 6:09.13 |
| 7      | Daniel Fauché Antoine Beghin Laurent Beghin Gilles Bosquet       | FRA  | 6:01.29 |
| 8      | Filip Filipić Ivan Smiljanić Boban Ranković Mladen Stegić        | YUG  | 6:01.54 |

### lichte vier-zonder-stuurman
| rang   | sporters                                                          | land | tijd    |
| ------ | ----------------------------------------------------------------- | ---- | ------- |
| Goud   | Laurent Porchier Jean-Christophe Bette Yves Hocdé Xavier Dorfman  | FRA  | 6:01.68 |
| Zilver | Simon Burgess Anthony Edwards Darren Balmforth Robert Richards    | AUS  | 6:02.09 |
| Brons  | Søren Madsen Thomas Ebert Eskild Ebbesen Victor Feddersen         | DEN  | 6:03.51 |
| 4      | Salvatore Amitrano Franco Sancassani Catello Amarante Carlo Gaddi | ITA  | 6:03.77 |
| 5      | Mark Rowand Ross Hawkins Roger Tobler Michael Hasselbach          | RSA  | 6:07.67 |
| 6      | Marcus Schneider Gregory Ruckman Paul Teti Thomas Auch            | USA  | 6:10.09 |
| 7      | Iain Brambell Chris Davidson Gavin Hassett Jon Baere              | CAN  | 6:04.31 |
| 8      | Joris Trooster Jeroen Spaans Simon Kolkman Robert van der Vooren  | NED  | 6:05.96 |

### acht
| rang   | sporters | land | tijd    |
| ------ | --- | ---- | ------- |
| Goud   | Andrew Lindsay Ben Hunt-Davis Simon Dennis Louis Attrill Luka Grubor Kieran West Fred Scarlett Steve Trapmore Rowley Douglas (stuurman)                    | GBR  | 5:33.08 |
| Zilver | Christian Ryan Alastair Gordon Nicholas Porzig Robert Jährling Mike McKay Stuart Welch Daniel Burke Jaime Fernandez Brett Hayman (stuurman)                | AUS  | 5:33.88 |
| Brons  | Igor Francetić Tihomir Franković Tomislav Smoljanović Nikša Skelin Siniša Skelin Krešimir Čuljak Igor Boraska Branimir Vujević Silvijo Petriško (stuurman) | CRO  | 5:34.85 |
| 4      | Gioacchino Cascone Franco Berra Mario Palmisano Marco Penna Valerio Pinton Raffaello Leonardo Alessandro Corona Luca Ghezzi Gaetano Iannuzzi (stuurman)    | ITA  | 5:35.37 |
| 5      | Bryan Volpenhein Robert Kaehler Porter Collins Thomas Welsh David Simon Christian Ahrens Garrett Miller Jeffrey Klepacki Pete Cipollone (stuurman)         | USA  | 5:39.16 |
| 6      | Costel Mutescu Vasile Măstăcan Cornel Nemţoc Florian Tudor Viorel Talapan Andrei Bănică Gheorghe Pârvan Dorin Alupei Dumitru Răducanu (stuurman)           | ROU  | 5:43.89 |
| 7      | Michael Belenkie Bryan Donnelly Matt Swick Tom Herschmiller Lawrence Varga Morgan Crooks David Calder Adam Parfitt Chris Taylor (stuurman)                 | CAN  | 5:36.30 |
| 8      | Adri Middag Peter van der Noort Niels van der Zwan Gerritjan Eggenkamp Geert-Jan Derksen Gijs Kind Geert Cirkel Nico Rienks Merijn van Oijen (stuurman)    | NED  | 5:36.63 |

## Vrouwen

### skiff
| rang   | sporter                      | land | tijd    |
| ------ | ---------------------------- | ---- | ------- |
| Goud   | Jekaterina Karsten           | BLR  | 7:28.14 |
| Zilver | Roemjana Nejkova             | BUL  | 7:28.15 |
| Brons  | Katrin Rutschow-Stomporowski | GER  | 7:28.99 |
| 4      | Julia Aleksandrova           | RUS  | 7:36.57 |
| 5      | Georgina Douglas             | AUS  | 7:37.88 |
| 6      | Sonia Waddell                | NZL  | 7:43.71 |
| 7      | Mayra González               | CUB  | 7:32.29 |
| 8      | Agnieszka Tomczak            | POL  | 7:33.20 |

### dubbel-twee
| rang   | sporters                               | land | tijd    |
| ------ | -------------------------------------- | ---- | ------- |
| Goud   | Jana Thieme Kathrin Boron              | GER  | 6:55.44 |
| Zilver | Pieta van Dishoeck Eeke van Nes        | NED  | 7:00.36 |
| Brons  | Birutė Šakickienė Kristina Poplavskaja | LTU  | 7:01.71 |
| 4      | Carol Skricki Ruth Davidon             | USA  | 7:02.61 |
| 5      | Elisabeta Lipă Veronica Cochelea       | ROU  | 7:05.05 |
| 6      | Marina Hatzakis Bronwyn Roye           | AUS  | 7:05.35 |
| 7      | Carolina Lüthi Bernadette Wicki        | SUI  | 7:02.35 |
| 8      | Céline Garcia Gaëlle Buniet            | FRA  | 7:04.73 |

### lichte dubbel-twee
| rang   | sporters                                     | land | tijd    |
| ------ | -------------------------------------------- | ---- | ------- |
| Goud   | Constanța Burcică Angela Alupei              | ROU  | 7:02.64 |
| Zilver | Valerie Viehoff Claudia Blasberg             | GER  | 7:02.95 |
| Brons  | Christine Collins Sarah Garner               | USA  | 7:06.37 |
| 4      | Sally Newmarch Virginia Lee                  | AUS  | 7:12.04 |
| 5      | Kim Plugge Pia Vogel                         | SUI  | 7:15.57 |
| 6      | Kirsten van der Kolk Marit van Eupen         | NED  | 7:17.89 |
| 7      | Bénédicte Luzuy Christelle Fernandez-Schulte | FRA  | 7:10.70 |
| 8      | Elżbieta Kuncewicz Ilona Mokronowska         | POL  | 7:12.76 |

### twee-zonder-stuurvrouw
| rang   | sporters                                    | land | tijd    |
| ------ | ------------------------------------------- | ---- | ------- |
| Goud   | Georgeta Damian Doina Ignat                 | ROU  | 7:11.00 |
| Zilver | Rachael Taylor Kate Slatter                 | AUS  | 7:12.56 |
| Brons  | Missy Ryan Karen Kraft                      | USA  | 7:13.00 |
| 4      | Emma Robinson Theresa Luke                  | CAN  | 7:15.48 |
| 5      | Helen Margaret Fleming Colleen Jill Orsmond | RSA  | 7:16.84 |
| 6      | Lenka Wech Claudia Barth                    | GER  | 7:20.08 |
| 7      | Albina Ligatsjova Vera Potsjitajeva         | RUS  | 7:17.87 |
| 8      | Nina Proskoera Jevgenija Andriejeva         | UKR  | 7:20.82 |

### dubbel-vier
| rang   | sporters                                                                     | land | tijd    |
| ------ | ---------------------------------------------------------------------------- | ---- | ------- |
| Goud   | Manja Kowalski Meike Evers Manuela Lutze Kerstin Kowalski                    | GER  | 6:19.58 |
| Zilver | Guin Batten Gillian Lindsay Katherine Grainger Miriam Batten                 | GBR  | 6:21.64 |
| Brons  | Oksana Dorodnova Irina Fedotova Joelia Levina Larisa Merk                    | RUS  | 6:21.65 |
| 4      | Diana Miftachoetdinova Tatjana Oestjoezjanina Svetlana Mazij Jelena Ronzjina | UKR  | 6:25.71 |
| 5      | Hilary Gehman Jennifer Dore Laurel Korholz Kelly Salchow                     | USA  | 6:30.26 |
| 6      | Bianca Carstensen Katrin Gleie Sarah Lauritzen Dorthe Pedersen               | DEN  | 6:31.30 |
| 7      | Kerry Knowler Monique Heinke Julia Wilson Sally Robbins                      | AUS  | 6:37.22 |
| 8      | Liu Lijuan Han Jing Sun Guangxia Liu Lin                                     | CHN  | 6:39.51 |

### acht
| rang   | sporters | land | tijd    |
| ------ | --- | ---- | ------- |
| Goud   | Georgeta Damian Viorica Susanu Ioana Olteanu Veronica Cochelea Maria Magdalena Dumitrache Elisabeta Lipă Liliana Gafencu Doina Ignat Elena Georgescu (stuurvrouw)   | ROU  | 6:06.44 |
| Zilver | Anneke Venema Carin ter Beek Nelleke Penninx Pieta van Dishoeck Eeke van Nes Tessa Appeldoorn Marieke Westerhof Elien Meijer Martijntje Quik (stuurvrouw)           | NED  | 6:09.39 |
| Brons  | Heather McDermid Heather Davis Dorota Urbaniak Theresa Luke Emma Robinson Alison Korn Laryssa Biesenthal Buffy Alexander Lesley Thompson (stuurvrouw)               | CAN  | 6:11.58 |
| 4      | Irina Bazilevskaja Marina Koezmar Olga Bereznjeva Marina Znak Joelia Bitsjik Inessa Zacharevskaja Natalja Gelach Olga Tratsevskaja Valentina Chochlova (stuurvrouw) | BLR  | 6:13.57 |
| 5      | Victoria Roberts Alison Davies Jodi Winter Bronwyn Thompson Rachael Kininmonth Kristina Larsen Emily Martin Jane Robinson Katie Foulkes (stuurvrouw)                | AUS  | 6:15.16 |
| 6      | Katherine Maloney Linda Miller Amy Martin Betsy McCagg Torrey Folk Amy Fuller Sarah Jones Lianne Nelson Rajanya Shah (stuurvrouw)                                   | USA  | 6:16.87 |
| 7      | Alison Sanders Rowan Carroll Elise Laverick Francesca Zino Alison Trickey Alexandra Beever Kate MacKenzie Lisa Eyre Charlotte Miller (stuurvrouw)                   | GBR  |         |

## Medaillespiegel
| rang   | land             | goud | zilver | brons | totaal |
| ------ | ---------------- | ---- | ------ | ----- | ------ |
| 1      | Roemenië         | 3    | 0      | 0     | 3      |
| 2      | Duitsland        | 2    | 1      | 3     | 6      |
| 3      | Groot-Brittannië | 2    | 1      | 0     | 3      |
| 4      | Frankrijk        | 2    | 0      | 1     | 3      |
| 5      | Italië           | 1    | 2      | 1     | 4      |
| 6      | Nieuw-Zeeland    | 1    | 0      | 0     | 1      |
| 6      | Polen            | 1    | 0      | 0     | 1      |
| 6      | Slovenië         | 1    | 0      | 0     | 1      |
| 6      | Wit-Rusland      | 1    | 0      | 0     | 1      |
| 10     | Australië        | 0    | 3      | 2     | 5      |
| 11     | Nederland        | 0    | 3      | 0     | 3      |
| 12     | Verenigde Staten | 0    | 1      | 2     | 3      |
| 13     | Bulgarije        | 0    | 1      | 0     | 1      |
| 13     | Noorwegen        | 0    | 1      | 0     | 1      |
| 13     | Zwitserland      | 0    | 1      | 0     | 1      |
| 16     | Canada           | 0    | 0      | 1     | 1      |
| 16     | Denemarken       | 0    | 0      | 1     | 1      |
| 16     | Kroatië          | 0    | 0      | 1     | 1      |
| 16     | Litouwen         | 0    | 0      | 1     | 1      |
| 16     | Rusland          | 0    | 0      | 1     | 1      |
| totaal | totaal           | 14   | 14     | 14    | 42     |